# Place du Saguenay
Place du Saguenay est un centre commercial au Saguenay-lac-Saint-Jean. 

## Histoire
C’est l’homme d’affaires Henry Segal qui importe le concept de centre commercial au Saguenay. Calquant son concept des modèles américains. La place du Saguenay voit ainsi le jour en 1968. C'est alors le premier centre commercial de la région. Cinq ans après son ouverture, on dénombre 800 emplois directement liés au centre commercial. 

L’historien Laurent Thibault qualifie M. Segal de visionnaire. 
« Les consommateurs des années 60 ne voulaient plus se contenter de faire leur magasinage dans les catalogues. Ils voulaient plus que de belles images, ils voulaient désormais, voir, toucher et essayer la marchandise avant d’acheter. » rappelle l’historien Laurent Thibault.
Comme d'autres centres commerciaux, il possède un stationnement gratuit et des aires communes couvertes. 
Le 4 janvier 1979 a été diffusée la première émission matinale du Saguenay Lac-Saint-Jean à CKRS-TV : Bonne journée tout le monde commanditée par la Place du Saguenay,. L'émission tournée à la Place du Saguenay était animée par Yves Jobin.

### Incendie historique
Le 1er juillet 1980, le centre d’achats subit un incendie causé par une défectuosité électrique. L'ampleur du brasier demande l'intervention des pompiers de Jonquière, de la base aérienne de Bagotville et des avions-citernes Canadair CL-215 pour contrer les flammes. La bâtisse est toutefois grandement endommagée et nécessite alors d'être reconstruite.

La faible pression de l'eau et le manque de formation de l'équipe d'intervention sont remis en cause dans cette tragédie,. À la suite de cet incendie, la ville a revu la distribution d’eau potable de Chicoutimi et son service incendie :

« Puisque le service incendie reposait alors sur une brigade de pompiers volontaires, la Ville de Chicoutimi mit en place un véritable service de protection incendie en perfectionnant un personnel de pompiers permanents, spécifiquement attitrés aux tâches importantes. »

### Nouveau propriétaire
En 2003, le centre commercial est racheté par Sandalwood Management, le propriétaire et gestionnaire actuel.

## Localisation
Le centre commercial Place du Saguenay est situé dans la ville de Chicoutimi sur le Boulevard Talbot entre la rue des Saguenées et la rue des Champs-Élysées.

## Magasins
Les principaux magasins de Place du Saguenay sont : IGA Yvon Haché, Éléganza, Hart, Aubainerie, Laura Secord, Dollorama et Clément. 
Plusieurs commerces sont de fidèles locataires de Place du Saguenay depuis des décennies comme Spécialités Suzette et l’Agence Voyages Paradis.